# Студії дитинства
Студії дитинства або Дослідження дитинства (з англ. Childhood Studies або Children and Childhood Studies) — це міждисциплінарна галузь наукових досліджень, яка вивчає дитинство як соціальне, культурне, історичне та психологічне явище. Основною метою цієї галузі є розуміння структурних проблем, що впливають на якість дитинства в різних культурах, а також пошук шляхів їхнього вирішення. Цей напрям ґрунтується на засадах соціальних наук (зокрема антропології, економіки, історії, соціології), гуманітарних дисциплін (літературознавство, філософія, релігієзнавство, історія мистецтв) та поведінкових наук, особливо психології. Дитинство у цьому підході розглядається як складне соціальне явище, що формується в конкретному культурному й історичному контексті. Увага приділяється не лише зовнішнім умовам дитинства, але й самій дитині як активному соціальному суб'єкту, здатному впливати на своє середовище. У рамках соціології дитинства визнається, що поняття дитинства не є універсальним — воно змінюється залежно від часу, місця та соціальних обставин. Відтак, дитинство розглядається як соціальний конструкт, а не просто як природна стадія розвитку.

## Історія академічного розвитку
Дослідження дитинства як академічна дисципліна сформувалася порівняно недавно і залишається однією з наймолодших міждисциплінарних галузей знання. Перші проєкти, які можна віднести до цієї сфери, з'явилися у Великій Британії в середині 1980-х років. Вони розвивалися у межах уже усталених дисциплін, зокрема педагогіки, і були представлені у вигляді дослідницьких модулів. Академічне становлення досліджень дитинства слід розглядати в контексті формування інших міждисциплінарних напрямів — таких як афроамериканські студії чи жіночі студії. Ці напрями виникли як спроба дати голос суспільним групам, які раніше були маргіналізовані або повністю виключені з наукового дискурсу. Одними з перших систематичних публікацій у цій сфері стали збірник Студії дитинства: читач у перспективах дитинства Жана та Річарда В. Міллсів (Childhood Studies: A Reader in Perspectives of Childhood) та Вступ до студій дитинства Мері Джейн Кегілі (An Introduction to Childhood Studies).
У 1993 році було засновано науковий журнал Childhood, який став основним майданчиком для міжнародних публікацій у цій галузі. Заснування міждисциплінарного напряму Студії дитинства (Children's Studies) у США відбулося восени 1991 року в коледжі Бруклін при Міському університеті Нью-Йорка (CUNY). Його метою стало створення єдиної, всебічної парадигми для вивчення дітей і молоді у сферах гуманітаристики, соціальних і природничих наук, медицини та права. У 1997 році в цьому ж закладі було створено Центр досліджень дітей і дитинства (Children's Studies Center for Research, Policy, and Public Service), а у 2011 році програму офіційно перейменували на Студії дитинства та молоді (Children and Youth Studies). Інші академічні інституції згодом також запровадили подібні програми. Зокрема, Нортумбрійський Університет у Великій Британії був одним із перших, хто запропонував програми із досліджень дитинства, а Університет Рутґерса (Кемден, США) створив першу кафедру, яка пропонує ступені від бакалаврату до PhD. Цей підхід передбачає вивчення дитинства як культурного конструкта з різних дисциплінарних перспектив. Серед важливих публікацій у галузі — The Palgrave Handbook of Childhood Studies (2009) під редакцією Єнса Квортрупа, Вільяма Корсаро та Міхаеля-Себастіана Гоніґа. Історикиня та дослідниця Ґертруд Ленцер, співзасновниця програми Студії дитинства (Children's Studies) у Брукліні, наголошувала, що до 1990-х років більшість академічних дисциплін майже не приділяли уваги дітям як окремій темі дослідження. Вона критикувала фрагментованість підходів, коли вивчення дитинства відбувалося в межах окремих дисциплін без міждисциплінарного діалогу. Натомість Ленцер виступала за цілісний гуманітарно орієнтований підхід, який враховує дітей як повноцінних суб'єктів — соціальних, культурних, історичних. Поряд із розширенням академічних програм, дослідницька спільнота зросла до тисяч науковців у всьому світі. Виникли також мережі на кшталт Дослідження студій дитинства (Exploring Childhood Studies) — електронної розсилки для дослідників і практиків. Попри здобутки, критика з боку дослідників із постколоніальних контекстів, зокрема з Індії, вказує на домінування західного бачення дитинства, зосередженого на інтервенції. Такі дослідники звертають увагу на те, що напрями досліджень часто визначаються зовнішніми донорами, що відтворює колоніальні підходи у знаннєвому виробництві.

## Зміна мислення про дітей та дитинство

### Історичний огляд уявлень про дитинство
З XVII ст. у Європі поступово формується нове розуміння про дитинство як окремий період життя, що вимагає спеціального захисту, виховання та інституційного втручання. Цьому сприяли зростання ролі церкви, розвиток шкільної освіти та зміни в організації сімейного життя. З філософією Джона Локка також розвинулося уявлення про дитину як про «чистий аркуш» (з лат. tabula rasa). Це уявлення означає, що на початку свого життя людина ще не має знань, досвіду та норм, а тому її необхідно формувати через мораль, дисципліну та освіту.
Зростає увага до освіти, з'являються спеціалізовані навчальні заклади, такі як школи і коледжі, де діти проводять значну частину свого часу окремо від дорослих. А педагоги — розвивають педагогічні теорії та практики, спрямовані на виховання дітей як моральних та дисциплінованих членів суспільства. Сім'я також стає більш центрованою навколо дитини, що сприяє зростанню емоційної цінності дітей для батьків: сімейні портрети починають відображати дітей як важливих членів родини, а самі батьки проявляють більшу зацікавленість в їхньому розвитку. Виникає специфічний дитячий одяг та іграшки, що символізує визнання дитинства як окремого періоду з власними потребами та інтересами.
Уперше ці історичні зміни дослідив французький історик Філіп Ар'єc. У своїй фундаментальній праці Століття дитинства: соціальна історія сімейного життя, 1962 (Centuries of Childhood: A Social History of Family Life, 1962) він стверджує, що у середньовічній Європі, особливо у Франції та Англії до XIX століття, чітко окресленого періоду життя як «дитинство» практично не існувало. Дітей, щойно вони ставали фізично здатними, інтегрували у світ дорослих, де вони працювали, відпочивали та поводилися подібно до них. У середньовічному мистецтві дітей часто зображували як мініатюрних дорослих —  у такому ж одязі та з такими ж серйозними виразами обличчя, що свідчить про відсутність культурного розмежування. У ті роки також спостерігався високий рівень дитячої смертності, що могло формувати меншу емоційну прив'язаність до дітей на ранніх етапах їхнього життя і, як наслідок, впливати на ставлення до дітей.

### Дитинство як соціальний конструкт
Упродовж ХХ століття соціологія дитинства сформувалася як окрема галузь знання, що суттєво змінило підхід до розуміння природи дітей та самого дитинства. Важливу роль у цьому відіграла збірка Конструюючи та реконструюючи дитинство, 1900 (Constructing and Reconstructing Childhood, 1990), під редакцією Еллісон Джеймс і Алана Праута. У ній було запропоновано «нову соціологію дитинства», яка ставить під сумнів уявлення про дитинство як універсальний і сталий досвід.
Цей підхід наголошує, що дитинство є соціальним конструктом, а не лише біологічним етапом розвитку. Уявлення про те, ким є діти та яким має бути дитинство, формуються в залежності від культурних, історичних, економічних і політичних умов. У зв'язку з цим сучасні дослідники говорять не про єдине, «нормативне» дитинство, а про множинні дитинства (з англ. multiple childhoods), що враховують такі фактори класу, гендеру, етнічності, релігії та географії тощо. Таким чином, у соціології утверджується динамічне й контекстуальне бачення дитинства — як простору досвіду, що є результатом взаємодії дітей із соціальним світом, а не лише «підготовчим етапом» до дорослого життя.

### Агентність дітей
Однією з ключових ідей сучасної соціології дитинства є визнання дітей як активних суб'єктів суспільства — агентів, які беруть участь у творенні соціальної реальності. Згідно з Вільямом Корсаро, діти не лише відтворюють дорослу культуру, а й активно створюють власну культуру однолітків через гру, спілкування та символічні взаємодії та колективні практики.
Діти здатні впливати на родинне життя, освітнє середовище та ширші суспільні процеси, навіть у межах обмежених ресурсів і повноважень. Водночас соціальні інститути — як-от право, освіта, медіа та споживча культура — задають нормативні уявлення про «ідеальне дитинство» та «правильну дитину», часто обмежуючи можливості для самовираження та участі.
Підхід до дитини як соціального агента передбачає не лише визнання її здатності до самостійного осмислення дійсності, а й врахування її голосу, досвіду та поглядів у прийнятті рішень, що безпосередньо стосуються її життя — у родині, школі, суспільстві, а також у наукових дослідженнях.
У своїх дослідженнях Норман Ґебріел (2017) підкреслює, що діти осмислюють свій досвід і взаємодіють із соціальним оточенням як суб'єкти, а не об'єкти виховання. Це проявляється і в етнографічних дослідженнях гри — наприклад, «la Strega» в Італії або рольові ігри в сільських громадах Судану, де діти надають традиційним іграм нові значення, що відображають їхній соціальний досвід і креативність. У цих взаємодіях дитинство постає не як репетиція дорослого життя, а як змістовний і автономний соціальний простір.

### Критика адултизму
Сучасні дослідники піддають критиці адултизм (від англ. adultism)— системне переважання дорослих у прийнятті рішень, знецінення думки дитини та обмеження її участі в публічному житті. Він проявляється в припущеннях про те, що діти «не розуміють», «не готові», або «не мають своєї думки та права голосу». Соціологія дитинства виступає проти адултистських практик і підкреслює необхідність включення дитячих голосів у дослідження, політику, освіту та соціальні ініціативи. Замість вертикальних моделей влади (дорослий → дитина) пропонуються реляційні підходи, що визнають дитину як партнера у взаємодії. Це підтримується і правозахисними документами — зокрема, Конвенцією ООН про права дитини (1989), яка закріпила право дітей бути почутими у всіх справах, що їх стосуються.

### Соціальна нерівність і дитинство
Дослідження Еллісон П'ю (Windfall Child Rearing, 2004) показують, як низький і нестабільний дохід формує специфічну культуру споживання в бідних сім'ях, де сплески фінансових надходжень використовуються для короткотривалих «жестів турботи» — свят, подарунків чи брендових речей, які символізують «нормальне дитинство». Ці практики свідчать, що навіть за обмежених можливостей батьки прагнуть забезпечити «достатньо хороше дитинство», орієнтоване на любов, безпеку і включеність у спільноту.

### Цифрові технології та трансформація дитинства
У XXI столітті цифрові технології, інтернет і медіа трансформують уявлення про дитинство. Ніл Постман у праці Зникнення дитинства, 2002 (The Disappearance of Childhood, 2002) стверджував, що мас-медіа стирають межі між світом дорослих і дітей, унаслідок чого дитинство як соціальний феномен поступово «зникає».
Деякі дослідники вважають, що поширення візуальної культури сприяє регресії аналітичного мислення на користь емоційного, що впливає на освітній і когнітивний розвиток дітей. Це виводить на передній план питання про те, як освіта та соціалізація можуть адаптуватися до нових медіаформ.

## Студії дитинства у світі та Україні
Станом на зараз, згідно з даними порталу Studyportals, у світі відкрито понад 298 бакалаврських програм та понад 219 магістерських програм пов'язаних зі студіями дитинства.
Найбільше бакалаврських та магістерських програм відкрито в Європі, зокрема у Великобританії (понад 120 та 106, відповідно), найменше в Південній Америці: там наразі не відрито жодної навчальної програми пов'язаної зі студіями дитинства.
Загалом статистика по континентах така:
- Європа — 128 бакалаврських програм та 135 магістерських;
- Північна Америка — 165 бакалаврських програм та 72 магістерські;
- Азія — 2 бакалаврські програми та 5 магістерських;
- Австралія та Океанія — 3 бакалаврські програми та 5 магістерських;
- Африка — 2 магістерські програми;
- Південна Америка — 0 бакалаврських та магістерських програм.

Змістовний вимір
Магістерські програми пов'язані зі студіями дитинства можна поділити за такими галузями знань: психологія, соціологія, соціальна робота, право, освіта/педагогіка, охорона здоров'я та культурологія.
Психологія
У цій галузі знань магістерські програми були найбільш різноманітні. Частина з них була наявна у формі спеціалізацій для психотерапевтів, направленими на роботу з дітьми, дитячими травмами, підлітками, молодими людьми або на психотерапію в межах родини. До таких програм зокрема належали:
- Психологічне консультування у питаннях шлюбу, сім'ї та дітей («Marriage, Family and Child Counseling»),
- Пасторальне консультування — батьки та дитина чи підліток («Pastoral Counseling — Parent and Child or Adolescent»),
- Психологічне консультування в соціальних службах — дитина або батьки («Human Services Counseling — Child or Parenting»),
- Дитячий розвиток та благополуччя на практиці («Childhood Development and Wellbeing in Practice)»,
- Дитяча травма та ігрова терапія («Child Trauma and Play Therapy»),
- Психологічне консультування дітей та молоді («Child | Youth Counselling»),
- Клінічна дитяча та підліткова психологія, орієнтована на розвиток («Developmental Focused Clinical Child and Adolescent Psychology»),
- Прикладна дитяча та підліткова психологія («Applied Child and Adolescent Psychology»).

Такі програми здебільшого направлені на підготовку майбутніх спеціалістів, які через психотерапевтичну практику можуть допомогти дітям різного віку та їхнім батькам/опікунам.
Інша частина програм є більш загальними і направленими на академічне розуміння психологічного розвитку дітей, підлітків та молодих людей. До таких програм належать:
- Психічне здоров'я у дітей та молоді: Психологічні підходи («Mental Health in Children and Young People: Psychological Approaches»),
- Дитяча психологія («Children's Psychology»),
- Вікова психологія («Developmental Psychology»),
- Вікова та освітня психологія («Developmental and Educational Psychology»),
- Вікова психологія — розвиток дитини та підлітка («Developmental Psychology — Child and Adolescent Development»),
- Травма розвитку («Developmental Trauma»),
- Цілісний розвиток дитини («Holistic Child Development»),
- Вікова психологія протягом життя («Lifespan Developmental Psychology»).

Подібні програми направлені на науковців і дослідників, у фокусі досліджень яких є діти, підлітки та молоді люди.
Соціологія
На соціологічних магістерських програмах пов'язаних зі студіями дитинства до уваги беруться напрацювання з різних галузей знань задля всебічного розуміння умов дитинства, проблем, з якими стикаються діти, культури, яку вони формують, і як на це впливають дорослі. Діти та молодь зазвичай вивчаються або окремо на:
- Студіях дитинства (Childhood Studies),
- Дитячих студіях (Child Studies),
- Міждисциплінарних студіях дитинства (Transdisciplinary Childhood Studies),
- Студіях раннього дитинства (Early Childhood Studies),
- Поглиблені студії дитячого життя (Child Life Studies Advanced),
- Дитяче життя (Child Life),
- Студії молоді (Youth Studies)

або в межах ширших магістерських програм, які вивчають також молодь і сім'ї:
- Дитинство та юність (Childhood and Youth),
- Студії дитинства та юності (Child and Youth Study),
- Студії дітей, молоді та сім'ї (Child, Youth and Family Studies),
- Студії дитини та сім'ї — наука про сім'ю (Family and Child Studies — Family Science),
- Студії сім'ї  та розвитку дитини (Child Development and Family Studies),
- Студії дитинства та розвитку людини (Human Development and Childhood Studies).

Деякі з програм у цій галузі мають конкретні фокуси на освіті — Розвиток дитини та Освіта (Child Development and Education), на соціальних змінах — Розвиток молоді та соціальні зміни (Youth Development and Social Change), на проблемах дітей (Children's Issues) та на розвитку лідерства — Розвиток молодіжного лідерства (Youth Development Leadership).
Соціальна робота
Діти належать до вразливих верств населення та перебувають у залежності від дорослих, які про них дбають. Тому держава також бере участь у забезпеченні їхніх потреб, залучаючи соціальних працівників і реалізуючи програми підтримки та захисту. Магістерські програми у цій сфері знань націлені на навчання спеціалістів запобігати насиллю в бік дітей — Поглиблені студії захисту дітей (Advanced Child Protection Studies), Захист дітей та їхнє благополуччя (Child Protection and Welfare), втручатися в виховання дітей, які цього потребують — Втручання в дитинстві (Interventions in Childhood), та допомагати дітям досягати благополуччя через реалізацію соціальних програм кожної окремої країни — Розвиток дитинства та благополуччя на практиці (Childhood Development and Wellbeing in Practice), Соціальна робот з дітьми та юнацтвом (Child | Youth Social Work), Студії сім'ї та дитини — спеціаліст з немовлят та дітей (Family and Child Studies — Infant and Child Specialist), Дитяче благополуччя (Child Welfare).
Освіта та педагогіка
У цій галузі знань магістерські програми спрямовані на навчання або вчителів різних рівнів освіти (зокрема вчителів, які працюють з нейронетиповими дітьми, або зі специфічними освітніми методиками, наприклад, двомовністю):
- Освіта в дитинстві та викладання англійської як іноземної (Childhood Education and TESOL)
- Дитинство і двомовна освіта (Childhood and Bilingual Education)
- Студії дитинства та сім'ях, початкова освіта від народження до дитячого садочку (Child And Family Studies, Early Childhood Education (Birth-Kindergarten))
- Викладання — Спеціальна освіта для дітей (Education — Childhood Special Education),

або науковців і дослідників, зацікавлених у огляді та впровадженні освітніх реформ:
- Раннє дитинство (Early Childhood)
- Освіта, Діти та молодь (Education, Children and Youth)
- Освіта та дитячі студії (Education and Child Studies)
- Дитячий розвиток та освіта (Education and Child Studies)

Охорона здоров'я
У цій галузі знань готують медичний персонал, який буде піклуватися про дітей від народження до їхнього переходу в дорослу сферу медичних послуг. Зокрема пропонують навчальні програми, які націлені на раннє виявлення, діагностування та лікування захворювань -  Рання допомога: Профілактика, діагностика та лікування (Early Care Master. Prevention, Diagnosis and Treatment), Дитяча медсестринська справа (Children's Nursing), Педіатрія та дитяче здоров'я (Pediatrics and Child Health), Здоров'я та благополуччя підлітків (Adolescent Health and Wellbeing), а також програма, які фокусуються на адаптації нейронетипових дітей — Дитяче здоров'я Нейророзвиток (Child Health (Neurodevelopment)).
Право
Фокусом програм у цій галузі знань є розвиток ювенальної юстиції, зокрема захисту прав дітей — Захист дітей та їхнє благополуччя (Child Protection and Welfare), Права дітей (Children's Rights), Гуманітарна діяльність та права людини — захист прав жінок та дітей (Humanitarian Action and Human Rights — Women and Children's Advocacy), законів, які регулюють покарання для дітей, які вчинили злочини — Дитячі закони (Children's Law), розробка механізмів захисту дітей від дорослих — Поглиблені студії захисту дітей (Advanced Child Protection Studies), Турбота про дітей та захист (Childcare and Protection).
Культурологія
Було знайдено всього дві магістерські програми, які б належали до цієї галузі знань. Одна з програм досліджує дитячу літературу (Children's Literature), а інша, окрім літератури, вивчає також дитячі медіа та культуру (Children's Literature, Media and Culture).

### Студії дитинства в Україні
Загалом в Україні курси зі студій дитинства є найбільш інтегрованими в програми з психології, соціальної роботи та педагогіки, втім існують поодинокі випадки появи курсів, пов'язаних зі студіями дитинства, в соціології та праві.
В Україні в Київському Національному університеті імені Тараса Шевченка є чотири магістерські програми на факультеті психології, які пов'язані зі Студіями дитинства:
- Психологія дитинства та сім'ї з основами психотерапії
- Соціальна педагогіка
- Освітні та педагогічні технології
- Психологія дитинства і сім'ї[15].

В інших університетах присутні курси, пов'язані зі студіями дитинства. Зокрема, в Києво-Могилянській академії на бакалаврських та магістерських програмах викладаються такі курси:
- В межах програм з соціології: Соціологія дитинства[16]
- В межах програм з соціальної роботи: Розвиток дітей раннього віку, Соціальна робота з дітьми-сиротами та дітьми, позбавленими батьківського піклування[17]
- В межах програм з психології: Вікова психологія, Дитяча психотерапія, Педагогіка, Педагогічна психологія, Педагогіка вищої школи, Педагогіка і психологія вищої школи[18]

В Українському Католицькому Університеті на бакалаврській та магістерських програмах з психології та магістерської програми з Християнської педагогіки та організації дозвіддя викладають такі курси:
- Психологія: Психологія сім'ї та сімейне консультування, Психологія розвитку, Основи дитячої патопсихології та психокорекції, Консультування (артнапрямки в роботі з дорослими/дітьми та підлітками) та Психодинамічні методи у роботі з дітьми — дитяча та юнацька терапія[19][20].
- Християнської педагогіки та організації дозвіддя: Методика катехизації підлітків, Душпастирство молоді та Новітні педагогічні технології в процесі християнського виховання[21].

В Львівському національному університеті викладається Ювенальне право.

## Дослідницькі ініціативи, пов'язані з документуванням досвіду дітей
Музей воєнного дитинства — це дослідницький архів та музей, заснований у 2015 році у Сараєво, Боснії і Герцеговини. Основною місією Музею є документування свідчень дорослих та дітей, дитинство яких припало на війну у їхніх країнах та збір об'єктів, які для інтерв'юйованих осіб є втіленням їхнього воєнного дитинства. Наразі у Музею є свідчення дітей та дорослих з Боснії та Герцоговини про дитинство під час Югославської війни та з України про дитинство під час російсько-української війни 2014-донині та дитинство під час Другої світової війни. В Україні Музей також займається проведенням виставок та публічних програм для дітей, підлітків, вчителів та дослідників.

## Рекомендована література для подальшого читання
- Саніна Тетяна (2023) «Інституціалізація соціології дитинства як окремої галузі: міжнародний досвід та Україна»
- Ariès Philippe (1960) «Centuries of Childhood: A Social History of Family Life»
- James Allison, Prout Alan (1990) «Constructing and Reconstructing Childhood»
- Corsaro William (2018) «The Sociology of Childhood»
- Corsaro William (1985) «Friendship and Peer Culture in the Early Years»
- Qvortrup Jens (1994) «Childhood Matters: Social Theory, Practice and Politics»
- Mayall Berry (2002) «Towards a Sociology for Childhood: Thinking from Children's Lives»
- Alanen Leena (2001) «Children's Agency and Generational Order»
- Liebel Manfred (2012) «Children's Rights from Below: Cross-Cultural Perspectives»
- Spyrou Spyros (2018) «Disclosing Childhoods: Research and Knowledge Production for a Critical Childhood Studies»
- Gaitán Lourdes (2022) «Retos actuales de la sociología de la infancia»